# Réserve naturelle de Datian
La réserve naturelle de Datian est une réserve naturelle située à Dongfang sur l'île de Hainan en Chine. 